# Château de Gy
Ne doit pas être confondu avec le château de Gye (Haute-Savoie).

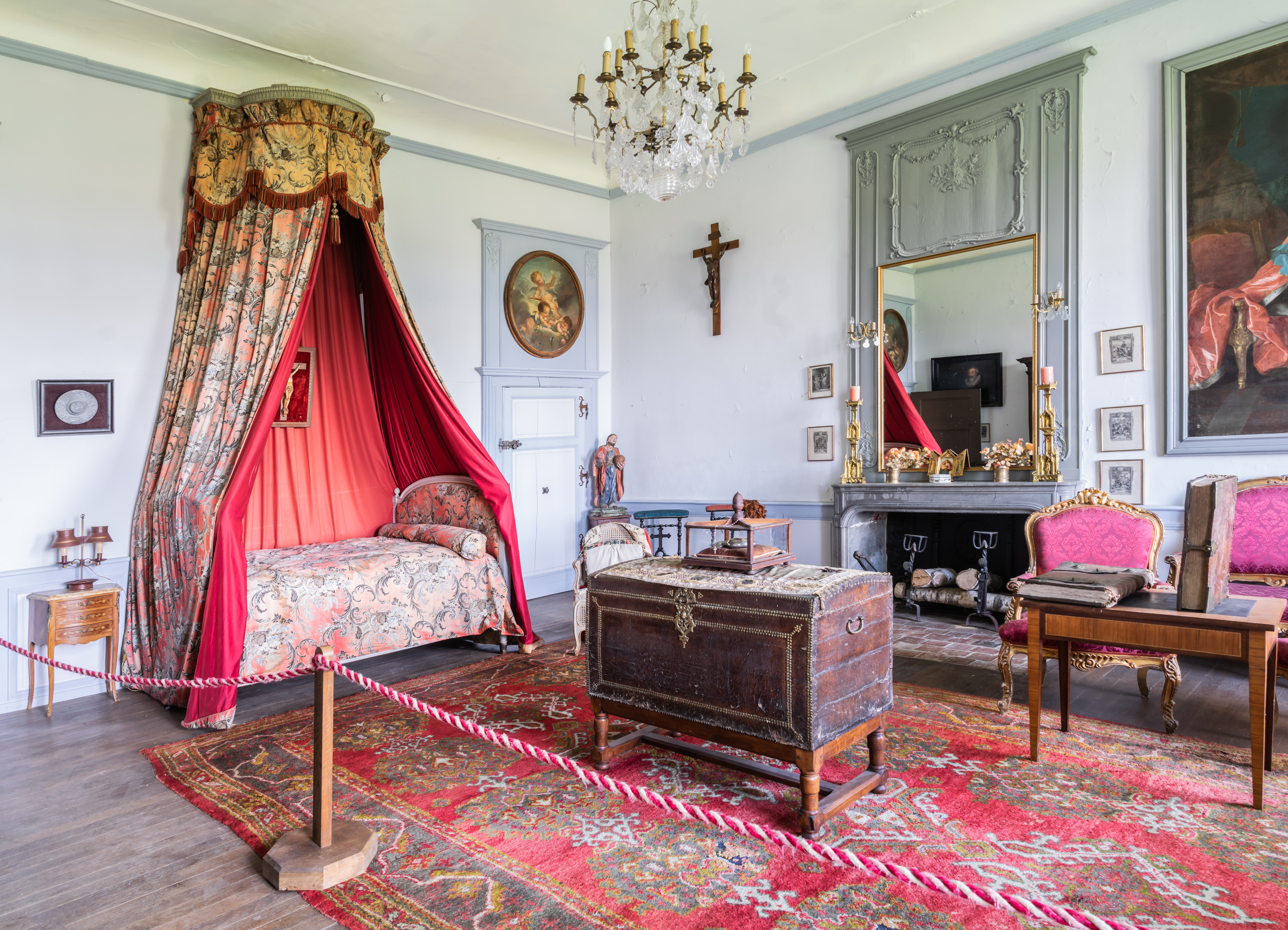
Chambre du château de Gy.

Le château de Gy est monument historique français situé à Gy, en Franche-Comté, en France. Il a été la demeure des archevêques de Besançon pendant près de 700 ans, sa date de construction est incertaine.

## Description
Le château de Gy est l’un des monuments les plus anciens de la commune. Il est célèbre pour avoir été la propriété des archevêques de Besançon. Sa localisation, éloignée de la ville de Besançon, leur offrait un certain recul. Le château a été détruit de nombreuses fois, son apparence actuelle est le résultat de deux campagnes de construction :
- la première sous les ordres de François de Busleyden,
- la deuxième date du XVIIIe siècle à la suite des travaux du cardinal de Choiseul[2].

L'ensemble des bâtiments forme un pentagone ouvert vers le sud. En entrant dans la cour, on découvre, en face, la tour d’escaliers hexagonale de style gothique flamboyant qui distribue le corps de logis et, de chaque côté, les deux ailes est et ouest cantonnées des deux tours carrées du XVIe siècle.

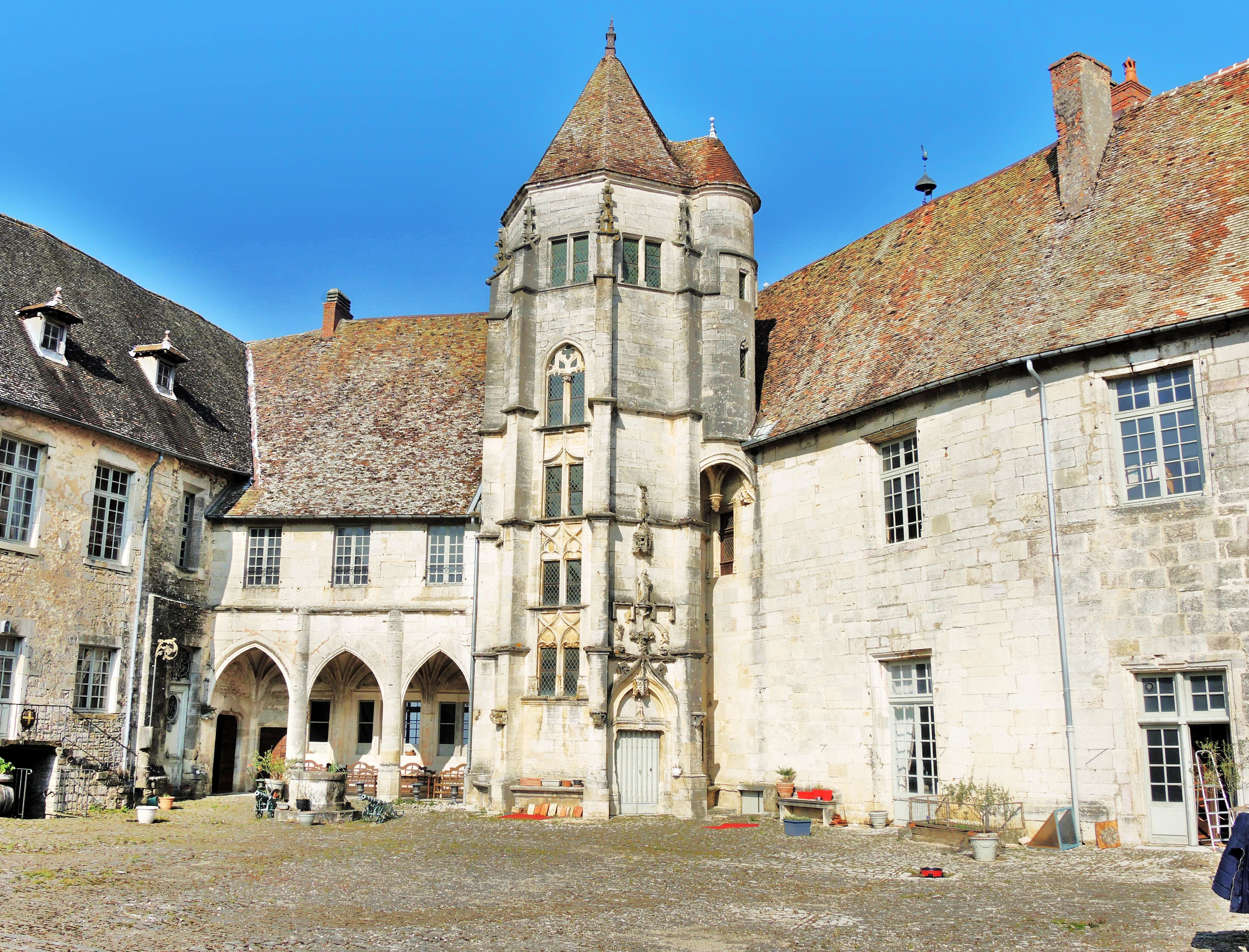
La cour intérieure avec la tour d'escaliers.

## Localisation
Le château est situé sur la commune de Gy, à 20 km à l’est de la ville de Gray, dans le département français de la Haute-Saône. Il est également à 37 km de Besançon.

## Historique

### Époque médiévale et conflits avec Besançon
L’histoire du château est liée à la ville de Besançon. De nombreux conflits ont opposé ses habitants aux divers propriétaires du château, notamment sur les droits de battre la monnaie et sur l’autorité de l’archevêque sur Besançon.

#### Conflit entre JeanIerde Chalon et Guillaume II de la Tour (1258-1259)
En 1259, Jean Ier de Chalon du comté de Bourgogne entre en conflit contre l'archevêque de Besançon Guillaume II de la Tour. Ainsi le château de Gy est assiégé par Thibaud III de Rougemont, Gérard, Richard et Thiébaud II de Neuchâtel, fils de Thiébaud Ier de Neuchâtel-Bourgogne, Guillaume et Pierre d'Arguel, Othon de la Roche, Etienne et Othon de Montmarin et autres seigneurs et après quelque résistance, le château fut pris et détruit de fond en comble.L'archevêque excommunia les perturbateurs qui fut confirmé par le pape Alexandre IV. Un arrangement fut négocié par le paiement d'une rente de 5 bichots, de froment à prendre sur les moulins de Vuillecin afin de lever l’excommunication.

#### Conflit entre Guillaume de Vergy et Philippe le Hardi (1380-1391)
En 1380, l’archevêque Guillaume de Vergy décide de battre la monnaie au château provoquant de ce fait la colère des habitants de Besançon, des sires de Chalon et du duc de Bourgogne Philippe le Hardi. 
Après l’intervention du pape Clément VII, l’archevêque entreprend de battre la monnaie ailleurs. Le duc lui interdit de battre la monnaie dans la ville de Besançon. L’archevêque riposte en excommuniant le duc qui assiège Gy en représailles. 
Guillaume de Vergy fuit à Avignon auprès du pape. Le conflit se termine à l’amiable en 1391.

#### Conflit avecQuentin Ménard(1439-1461)
Élu en 1439, l’archevêque Quentin Ménard séjourne à Gy après ses différents avec les citoyens de Besançon. 
Prétextant un danger imminent, les citoyens de la ville détruisent le château de Bregille appartenant à l’archevêque. L'archevêque comprend qu’il s’agit d’une fausse allégation, il leur demande de reconstruire le château, en vain. Les négociations s’étendent sur plusieurs années.
L’archevêque finit par céder ses droits régaliens pour se retirer à Gy d’où il excommunie les responsables de la destruction du château de Bregille. Il renforce le château grâce à deux tours carrées.

#### Conflit avecFrançois de Busleyden(1499-1502)
Précepteur et conseiller de Philippe le Beau, il s’installe à Gy à la suite du mauvais accueil des habitants de Besançon. Il reconstruit le château qui a été endommagé par l’attaque du Sire de Craon en 1477. 
Il ordonne le transfert de la cour de la Régalie, c’est-à-dire, la cour de l’archevêque, une fois les travaux terminés. La cour n’est transférée à Besançon qu’à la mort de l’archevêque. 
Les vestiges restant de sa reconstruction sont le logis central et sa galerie d’arcades ainsi que la tour octogonale abritant l’escalier à vis.

#### Conflit avecAntoine de Vergy(1502-1541)
Précepteur de Charles Quint, l’archevêque a lui aussi des relations tendues avec les habitants de Besançon et part s’installer à Gy à la suite d'un conflit avec Gauthiot d’Ancier.
À cette époque, outre sa connotation religieuse, le château est avant tout une maison forte destinée à protéger les habitants du bourg et des villages voisins.

### Château duXVIeauXVIIIesiècle

#### Claude de La Baume
Archevêque de 1545-1584, Claude de La Baume est le neveu de l'archevêque Pierre de La Baume. Il hérite du château à l’âge de 9 ans. Jusqu’à sa majorité, l’archevêché est sous le contrôle de François Bonvalot, qui avait été en lice pour la succession de l’archevêque Pierre de la Baume. Claude de la Baume se rend de nombreuses fois à Gy spécialement pour la chasse, une activité qu’il apprécie particulièrement.

#### Cardinal de Choiseul
C’est à Antoine-Clériade de Choiseul-Beaupré (1707-1774) que le château doit son apparence actuelle, ses armes sont encore aujourd’hui visibles sur le portail d’honneur. Nommé archevêque de Besançon en 1755, il souhaite transformer le château afin qu’il ressemble aux résidences princières qu’il a visitées en Europe lorsqu’il était aumônier du roi de Pologne. Ses travaux de reconstruction ne touchent pas que le château et s’étendent au village notamment avec le tracé d’une nouvelle route pour se rendre à Besançon. Il est cependant impossible de mesurer l’impact de ses travaux sur le développement du village. À sa mort, il lègue de nombreuses dettes à son successeur l’archevêque de Durfort. Le château est épargné pendant la Révolution française.

### DuXIXesiècleà nos jours
Les dépendances du château sont vendues aux enchères. Entre 1854 et 1876, le château se transforme en école, il est ensuite utilisé comme collège jusqu’en 1974.
Le site du château est un site classé par arrêté du 22 juillet 1913 pour son caractère artistique.
Le château est classé au titre des monuments historiques en 1922 et 1991 et inscrit en 1991.
Pendant près de 10 ans, le château a ensuite accueilli des manifestations culturelles notamment les fêtes du bicentenaire de la révolution. 
En 2012, une restauration de la toiture de la tour Marmet est réalisée.
Le château est aujourd’hui une propriété privée, il est néanmoins possible de le visiter.

### Articles internes
- Liste des monuments historiques de la Haute-Saône
- Liste des châteaux de la Haute-Saône
- Maison de Choiseul